# Gefechtsfeldbeleuchtung

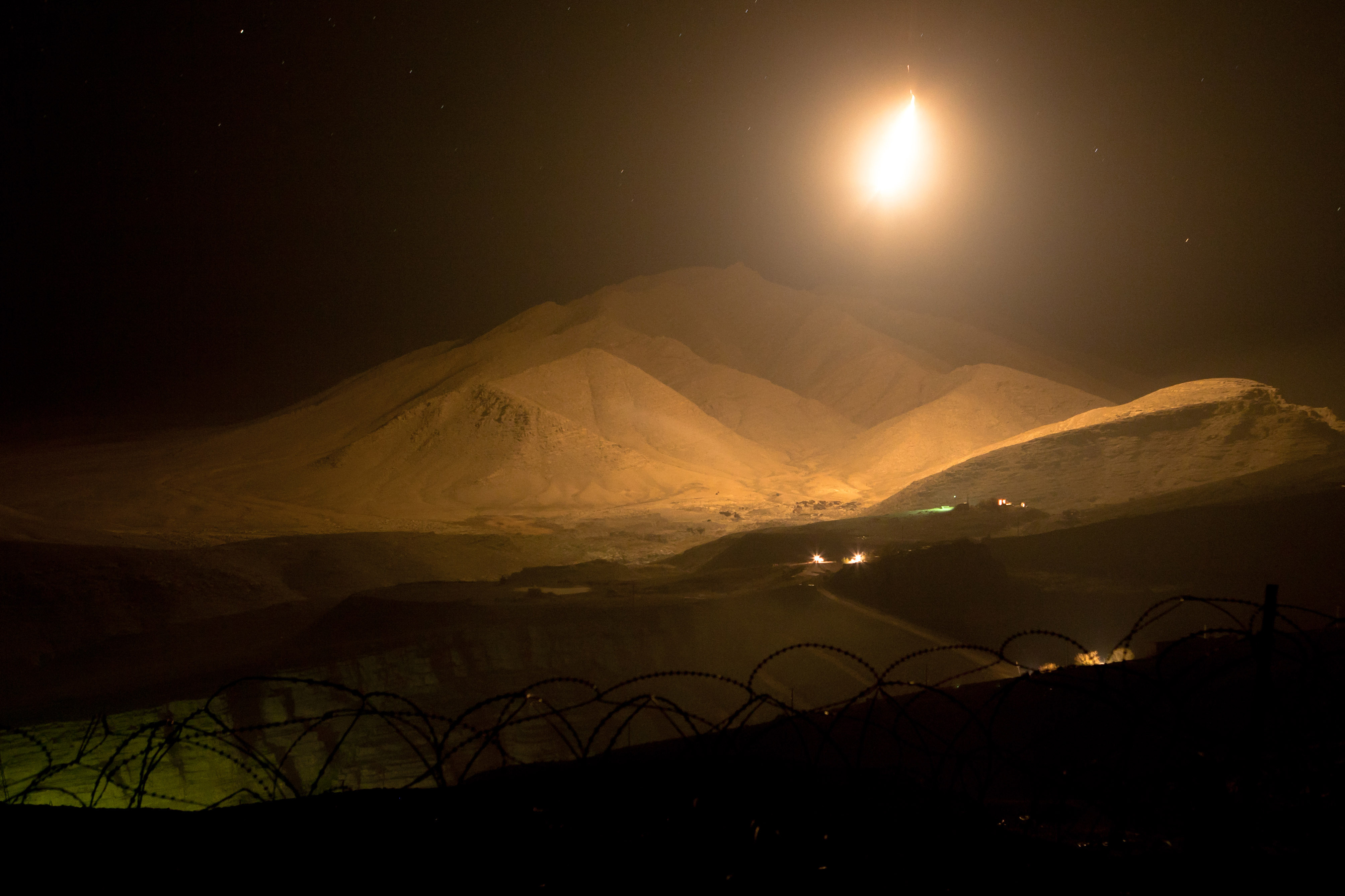
Gefechtsfeldbeleuchtung mittels Leuchtgranate

Gefechtsfeldbeleuchtung (selten und unmilitärisch Schlachtfeldbeleuchtung) ist die Ausleuchtung des Gefechtsfeldes.

## Geschichte
Im Spätmittelalter ist bereits Gefechtsfeldbeleuchtung für die Artillerie im sogenannten Feuerwerkbuch aus dem 15. Jahrhundert in Form von mit Tierfett und Schießpulver bestrichenen Kanonenkugeln, welche durch Abschuss entzündet wurden, überliefert (Kapitel: „Ain hoflich gute Kunst wie ein maister des nachts schiessen sol vnd wissen mag wo er hinscheußt“).

## Varianten der Gefechtsfeldbeleuchtung

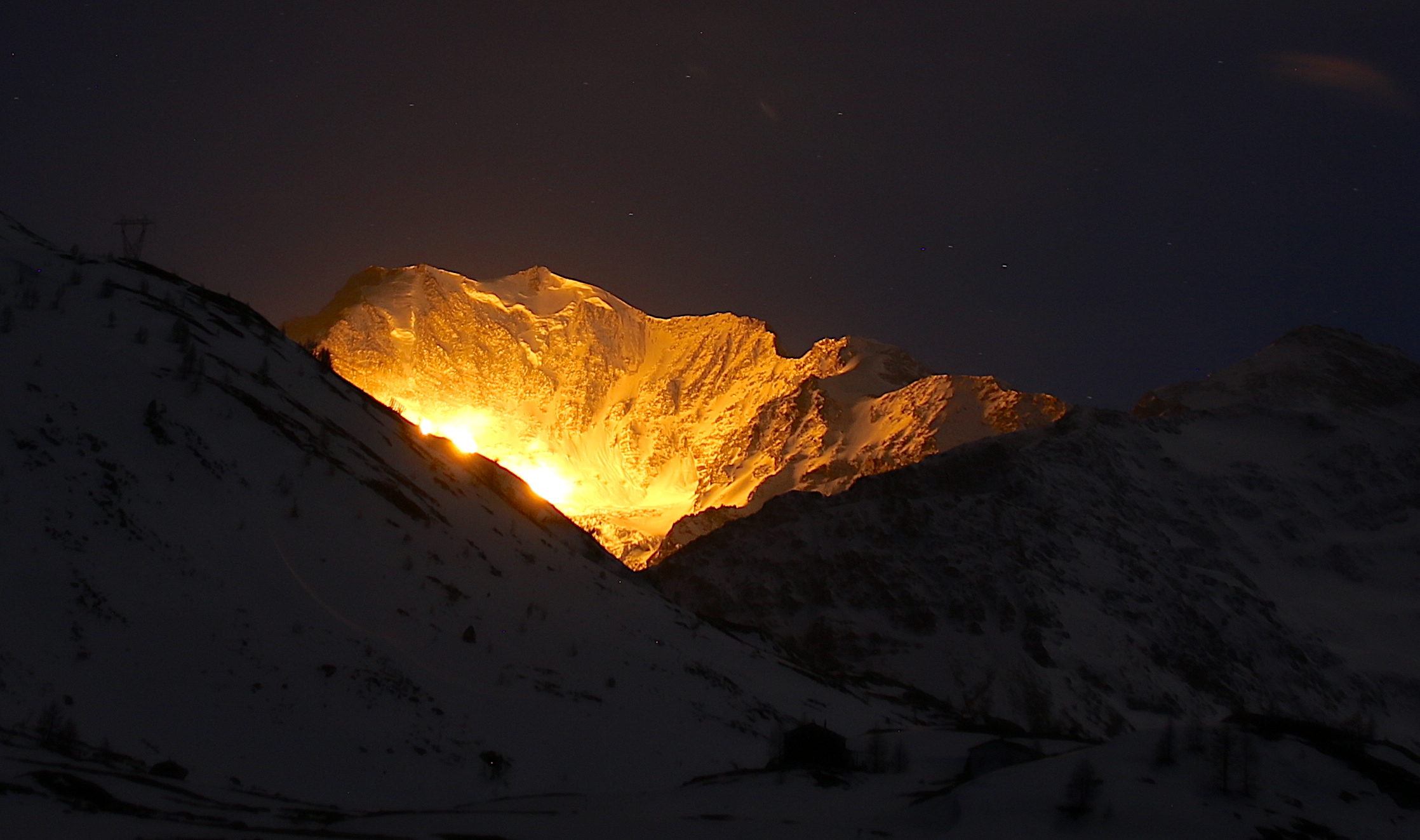
Gefechtsfeldbeleuchtung am Fletschhorn

Moderne Gefechtsfeldbeleuchtung ist die Ausleuchtung des Gefechtsfeldes durch Leuchtgranaten, die z. B. von Mörsern, seltener durch Artillerie oder durch den Soldaten mit Leuchtgranaten, Panzerabwehrhandwaffen oder Signalpistole verschossen werden sowie durch Boden-Leuchtkörper, die durch den Feind oder die Truppe selbst ausgelöst werden. Gefechtsfeldbeleuchtung wird eingesetzt, um bei Dunkelheit Feinde im Angriffsraum oder vor eigenen Stellungen in der Verteidigung besser erkennen und so den Feind gezielt mit Feuer belegen zu können. Durch den insbesondere bei den Kampftruppen vermehrten Einsatz von Nachtsichtgeräten als Restlicht-Bildverstärker und Wärmebildgeräten zur Zielerfassung und Aufklärung tritt der Einsatz der Gefechtsfeldbeleuchtung immer mehr in den Hintergrund, insbesondere auch weil durch den Abschuss und die anschließende Beleuchtung eigene Stellungen vom Feind erkannt werden können und die eigene Nachtsichtfähigkeit beeinträchtigt wird. Jedoch zeigte sich auch in neueren Gefechten, dass technisch schlecht ausgerüstete Truppen Gefechtsfeldbeleuchtung zu ihrem Vorteil einsetzen können, da diese die empfindlichen Nachtsichtgeräte, trotz eines Abblendschutzes gegen zu großen Lichteinfall, blendet oder zumindest vorübergehend unbrauchbar macht.
Die Bundeswehr verwendet dazu unterschiedliche Mittel. Unmittelbar durch die Truppe wird die Signalpistole HK P2A1 eingesetzt, die Leuchtpatronen ca. 100 m hoch verschießen kann. Einige Patronen öffnen nach dem Verschuss einen kleinen Fallschirm, um möglichst langsam zur Erde zu sinken. Die Waffe wird aber auch für andere Formen der Signalgebung wie den ABC-Alarm eingesetzt.
Bei der Infanterie kommen zur Gefechtsfeldbeleuchtung noch die Panzerfaust 84 („Carl Gustaf“) mit Leuchtmunition oder der Mörser zum Einsatz. Ein größerer Beleuchtungsraum kann von der Artillerie beleuchtet werden. Die Artillerie-Granaten können bis zu 5 km² (Kreis mit ca. 2,5 km Durchmesser) beleuchten.

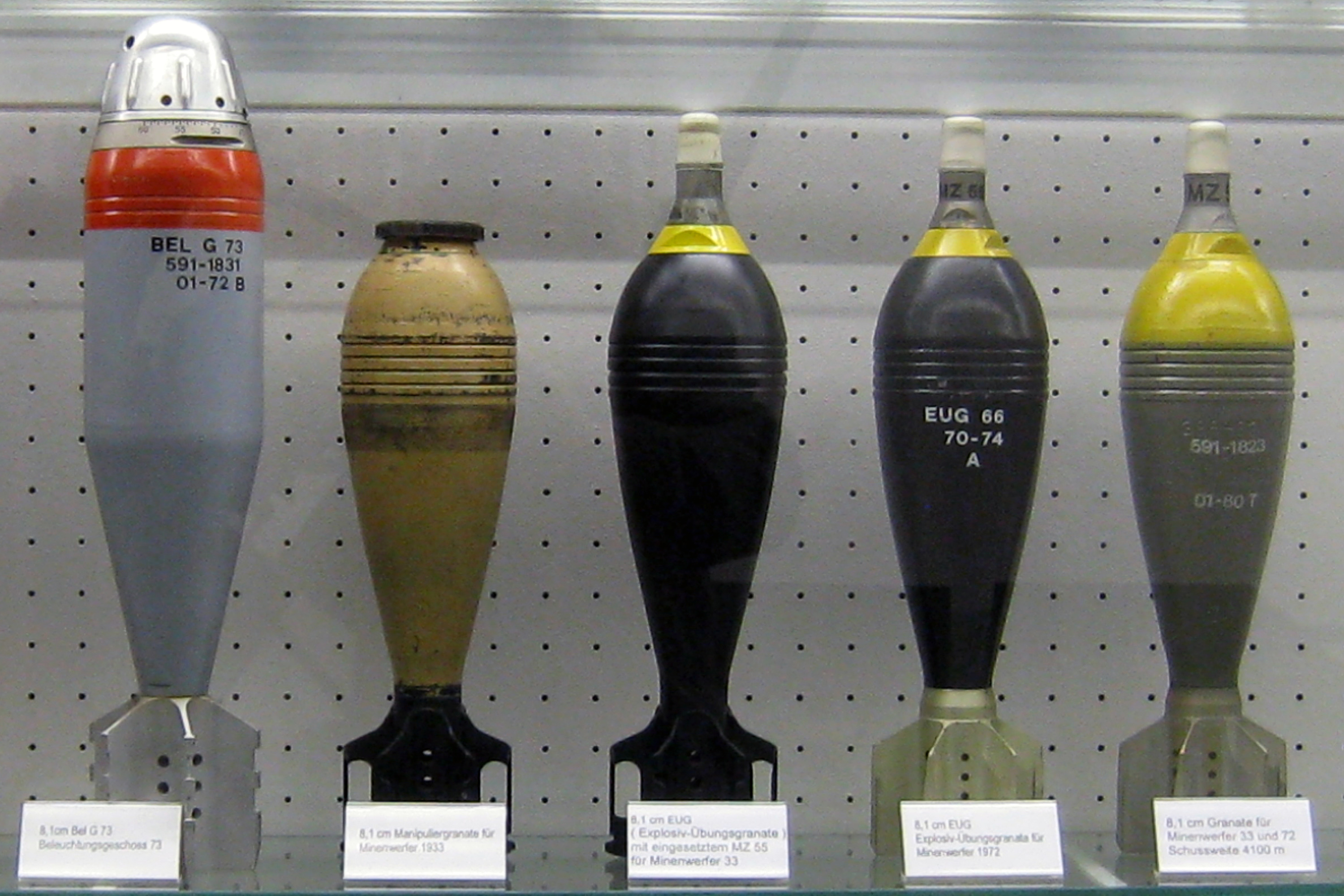
8,1cm Minenwerfermunition Schweizer Armee; ganz links das Beleuchtungsgeschoss

Die Schweizer Armee beleuchtet das Gefechtsfeld mit 6-cm-Mörsern (Werfer 87) und dem Minenwerfer 8,1 cm. Bis zu deren Abschaffung kamen auch 12-cm-Minenwerfer zum Einsatz. Der Artillerie und den Panzertruppen stehen ebenfalls Leuchtgranaten zur Verfügung.
Eine weitere Möglichkeit zur Gefechtsfeldbeleuchtung besteht durch Leuchtbomben der Luftstreitkräfte.
Die Ausleuchtung des Gefechtsfeldes mit Scheinwerfern, wie dies beispielsweise die Rote Armee bei der Schlacht um die Seelower Höhen praktizierte, ist nur von sehr untergeordneter Bedeutung. Da der Scheinwerfer beim Einschalten seine Position verrät und damit der Bekämpfung durch den Feind ausgesetzt ist, ist diese Methode nur gegen technisch stark unterlegene Gegner durchführbar. Außerdem haben zumindest bodengestützte Scheinwerfer den Nachteil, dass in annähernd ebenem Gelände Hindernisse, wie z. B. Bäume und Hügel, relativ große Schatten werfen, was bei in der Luft schwebenden Leuchtkugeln nicht der Fall ist.